# Kaleidoscope EP
Pour les articles homonymes, voir Kaléidoscope (homonymie).
Albums de Coldplay
Live in Madrid
(2011)
Kaleidoscope EP est un EP du groupe de rock anglais Coldplay , sorti mondialement le 14 juillet 2017 sous forme numérique et le 4 août 2017 en CD et Vinyl. Il est un complément du septième album studio du groupe, A Head Full of Dreams (2015).

## Historique
Le 21 novembre 2016, Chris Martin annonce via le compte Twitter du groupe que Coldplay travaille sur de nouvelles chansons pour un Extended Play à venir en 2017, intitulé Kaleidoscope. 
L'EP est présenté comme une sortie sœur de A Head Full of Dreams, le titre Kaleidoscope étant d'ailleurs repris d'une piste éponyme de cet album.
Le 2 mars 2017, jour du quarantième anniversaire de Chris Martin, le groupe annonce que le disque sortira le 2 juin 2017 et dévoile l'extrait Hypnotised.
La sortie de l'EP sera finalement repoussée au 14 juillet 2017.

## Les chansons
Les titres composant l'EP ont été écrits et composés entre 2016 et 2017.
Le clip avec paroles de la chanson All I Can Think About Is You a été publié sur le compte YouTube officiel de Coldplay le 15 juin 2017, et a été réalisé par I Saw John First.
Le 19 avril 2017, le groupe a pour la première fois interprété la chanson lors d'un concert à Tokyo.
L'EP inclut deux collaborations : Something Just like This, avec les DJ américains The Chainsmokers, dans une version live inédite et Miracles (Someone Special) en duo avec le rappeur Big Sean.
Le titre Aliens traite de la crise des migrants en Europe. Tous les bénéfices de la chanson sont reversés à l'ONG maltaise MOAS qui secoure les réfugiés en Méditerranée.

## Liste des titres
Version numérique
| No | Titre                                      | Producteur(s)                                                        | Durée |
| -- | ------------------------------------------ | -------------------------------------------------------------------- | ----- |
| 1. | All I Can Think About Is You               | - Rik Simpson - Daniel Green - Bill Rahko                            | 4:34  |
| 2. | Miracles (Someone Special) (with Big Sean) | - Rik Simpson - Daniel Green - Bill Rahko                            | 4:36  |
| 3. | A L I E N S                                | - Rik Simpson - Daniel Green - Bill Rahko - Brian Eno - Markus Dravs | 4:42  |
| 4. | Something Just like This (Tokyo Remix)     | - Rik Simpson - Daniel Green - Bill Rahko                            | 4:33  |
| 5. | Hypnotised (EP mix)                        | - Rik Simpson - Bill Rahko                                           | 6:31  |

Version CD et Vinyl
| No | Titre                                      | Producteur(s)                                                        | Durée |
| -- | ------------------------------------------ | -------------------------------------------------------------------- | ----- |
| 1. | All I Can Think About Is You               | - Rik Simpson - Daniel Green - Bill Rahko                            | 4:34  |
| 2. | Miracles (Someone Special) (with Big Sean) | - Rik Simpson - Daniel Green - Bill Rahko                            | 4:36  |
| 3. | A L I E N S                                | - Rik Simpson - Daniel Green - Bill Rahko - Brian Eno - Markus Dravs | 4:42  |
| 4. | Something Just like This (Tokyo Remix)     | - Rik Simpson - Daniel Green - Bill Rahko                            | 4:33  |
| 5. | Hypnotised                                 | - Rik Simpson - Bill Rahko                                           | 5:55  |